# Gewald-reactie
De Gewald-reactie is een condensatiereactie tussen een keton of aldehyde en een α-cyanoester, in aanwezigheid van zwavel, die leidt tot vorming van een polygesubstitueerd 2-aminothiofeenderivaat:

## Reactiemechanisme
Het reactiemechanisme werd pas einde jaren '90 van de 20e eeuw opgehelderd. De eerste stap is een Knoevenagel-condensatie tussen het keton (1) en de α-cyanoester (2), met vorming van een onverzadigde α-cyanoester (3) als stabiel intermediair. Het mechanisme van de stap waarbij zwavel geaddeerd wordt is onbekend. Het zou via intermediair 4 verlopen, dat cycliseert tot het dihydrothiofeenderivaat 5. Een tautomerisatie leidt tot het 2-aminothiofeenderivaat (6).